# Байкалфинансгруп
«БайкалФинансГруп» (БФГ) — российская компания в форме общества с ограниченной ответственностью, купленная в 2004 году государственной компанией «Роснефть». Известна тем, что 19 декабря 2004 года победила в аукционе по реализации 76,79 % акций компании «Юганскнефтегаз», принадлежавших компании «ЮКОС». Компания «Байкалфинансгруп» выиграла аукцион, предложив 261 млрд рублей (9,3 млрд долларов; согласно докладам, подготовленным Dresdner Kleinwort Wasserstein и JP Morgan, стоимость «Юганскнефтегаза» ими на тот момент оценивалась между 18 и 25 миллиардами долларов).
«JP Morgan» в исследовании, проведенном по заказу «ЮКОСа», оценил стоимость «Юганскнефтегаза» в 16—20 млрд долларов за вычетом долгов и текущих обязательств по налогам. «Dresdner Kleinwort Wasserstein» в исследовании, выполненном по заказу минюста России, оценивал «Юганскнефтегаза» в 14,7—17,3 млрд долларов с учётом налоговых претензий. По мнению ряда экономистов, оценки «JP Morgan» и «Dresdner Kleinwort Wasserstein» не учитывали возможность отзыва лицензий на добычу нефти, оценивая «Юганскнефтегаз» как компанию, имеющую не лицензии на добычу, а право собственности на месторождения.
По некоторым сообщениям в СМИ, 22 декабря 2004 года, через три дня после проведения аукциона, 100 % доли в уставном капитале «Байкалфинансгруп» было куплено государственной компанией «Роснефть» по номинальной стоимости — 10 000 рублей. Согласно же информационному меморандуму компании «Роснефть», опубликованному в конце 2007 года, сделка по покупке «Байкалфинансгруп» была закрыта лишь в марте 2006 года.

## Предыстория
Компания «Байкалфинансгруп» была зарегистрирована 6 декабря 2004 года — за две недели до аукциона — c уставным капиталом 10 000 рублей в Твери с юридическим адресом в здании, в котором располагалась рюмочная, магазин сотовых телефонов, магазины продуктов и одежды, а также агентство по недвижимости.
Офис «Байкалфинансгруп» отсутствовал в этом здании.
Позже юридический адрес «Байкалфинансгруп» переместился в головной офис нефтяной компании «Роснефть». Учредителями компании являлись ООО «МАКойл» (ей также принадлежал уставный капитал «Байкалфинансгруп») и ОАО «Реформа» (консалтинговая фирма, имеющая связи с Сургутнефтегазом), а генеральным директором — жительница деревни Дмитровское, расположенной под Тверью. Имя директора — Валентина Давлетгареева. Она также числилась совладельцем ОАО «Соверен» и «Форум-Инвест», аффилированных с «Сургутнефтегазом».
По утверждению заместителя председателя правления ЮКОСа Александра Темерко, для внесения залогового взноса для участия в аукционе «Байкалфинансгруп» получил от «Сбербанка» необеспеченный кредит в 1,7 млрд долларов.
По словам Президента России В. Путина, владельцами «Байкалфинансгруп» являются «физические лица, которые долгие годы занимаются бизнесом в сфере энергетики». Также Владимир Путин сказал: «Насколько я информирован, они намерены выстраивать какие-то отношения с другими энергетическими компаниями России, которые имеют интерес к этому активу».
В феврале 2006 года Путин заявил: «По поводу „Байкалфинансгруп“ всё очень просто. Вопрос решался не в административной плоскости, не в плоскости репрессивной, а в правовой. И будущие собственники должны были подумать о том, как они будут работать; как, возможно, будут в судах отвечать на иски, которые могут быть им предъявлены. И когда „Байкалфинансгрупп“ купила соответствующий пакет, она стала собственником. Все, что происходило дальше, происходило на вторичном рынке».

## Аукцион
Доля нефти «Юганскнефтегаза» в добыче ЮКОСа составляла две трети. 14 апреля 2004 года ЮКОСу Министерство по налогам и сборам выдвинуло счёт к уплате налогов, пеней и штрафов на сумму свыше 99,3 млрд рублей (3,5 млрд долларов). В просьбе ЮКОСа о перенесении сроков платежа, оплате по частям, или погашении долга путём продажи периферийных активов было отказано. Таким образом, отсутствовал законный физический способ выплатить задолженность в столь короткие сроки. В результате чего РФФИ заморозил долю ЮКОСа в «Юганскнефтегазе». И 19 ноября 2004 года в «Российской газете» объявил о том, что Юганскнефтегаз будет продан на аукционе 19 декабря 2004 года. Условием для участия в аукционе были залог в 1,7 млрд долларов и отсутствие возражений со стороны Федеральной антимонопольной службы России. Победитель должен был по условиям аукциона до 11 января 2005 включительно внести сумму в 7,65 млрд долларов.
В начале декабря «Газпром» подтвердил своё участие в аукционе, через принадлежащую ему «Газпром нефть». «Газпром нефть» была создана в сентябре 2004 года в рамках запланированного слияния нефтяных активов «Газпрома» с государственной компанией «Роснефть».
15 декабря 2004 года Хьюстонский суд по делам о банкротстве запретил операции с активами ЮКОСа, в том числе и аукцион. В тот же день «Газпром нефть» была продана «Газпромом» «неаффилированной структуре», что позволило избежать рисков, связанных с решением суда. На следующий день — 16 декабря — консорциум западных банков, включающих Deutsche Bank, ABN Amro, BNP Paribas, Calyon, Dresdner Kleinwort Wasserstein и J.P. Morgan, отказал «Газпрому» в выдаче кредита в 10 млрд евро для участия в аукционе. В тот же день неизвестная до этого компания «Байкалфинансгруп» объявила о своём участии в аукционе.
19 декабря 2004 года состоялся аукцион, в котором приняли участие только две компании: «Газпром нефть» и «Байкалфинансгруп». «Газпром нефть» не сделала ни одной ставки, и после первого же предложения «Байкалфинансгруп» стал владельцем «Юганскнефтегаза». Со стороны «Байкалфинансгруп» покупателем являлся начальник отдела «Сургутнефтегаза» Игорь Минибаев.
Деньги для покупки «Юганскнефтегаза» (261 млрд рублей) «Байкалфинансгруп» взял в долг у «Роснефти». А «Роснефть» взяла их в долг у своих дочерних структур (самое крупное на тот момент добывающее дочернее общество — ОАО «Роснефть-Пурнефтегаз»), у «Сбербанка» и «Внешэкономбанка», а также у государственной китайской нефтяной компании Sinopec в виде аванса в счёт будущих поставок нефти «Юганскнефтегаза» в Китайскую Народную Республику. 22 декабря 2004 года «Роснефть» купила 100 % доли в уставном капитале «Байкалфинансгруп» за 10 000 рублей. Это событие ознаменовало завершение процесса перехода «Юганскнефтегаза» в собственность «Роснефти».